# Daulton Varsho
Daulton John Varsho (Marshfield, Wisconsin, 2 de julio de 1996), más conocido como Daulton Varsho, es un jugador profesional estadounidense de béisbol que se desempeña en la posición de jardinero central en Toronto Blue Jays, equipo de las Grandes Ligas de Béisbol (MLB). Logró obtener un Guante de Oro.

## Carrera
Varsho jugó como profesional tres temporadas en Arizona Diamondbacks (2020-2022), después pasó a Toronto Blue Jays, donde lleva jugando dos temporadas.

## Premios
Fue galardonado con el Guante de Oro en una oportunidad (2024).